# رالي أكروبوليس 2014
رالي أكروبوليس 2014 هو سباق رالي أقيم في الفترة من 28 إلى 30 مارس 2014 في لوتراكي. كان الجولة الثالثة ضمن بطولة أوروبا للراليات موسم 2014. تكون الرالي من 13 مرحلة. فاز كريغ برين ببطولة السائقين.

## النتائج
| المركز | الرقم | السائق             | الوقت/الانسحاب | النقاط |
| ------ | ----- | ------------------ | -------------- | ------ |
| 1      | 2     | كريغ برين          | 2:21:20.2      | 38     |
| 2      | 1     | بريان بوفير        | 2:21:28.3      | 31     |
| 3      | 4     | كاتجان كاتجانوويكز | 2:22:02.3      | 25     |
| 4      | 3     | إسابيكا لابي       | 2:22:53.2      | 20     |